# Ванишівська сільська рада
Вани́шівська сільська рада (рос. Ванышевский сельский совет) — муніципальне утворення у складі Бураєвського району Башкортостану, Росія. Адміністративний центр — присілок Ваниш-Алпаутово.

## Населення
Населення — 1041 особа (2019, 1353 в 2010, 1702 в 2002).

## Склад
До складу поселення входять такі населені пункти:
| Населений пункт           | Населення, осіб (2002) | Населення, осіб (2010) |
| ------------------------- | ---------------------- | ---------------------- |
| Байсакіно, присілок       | 95                     | 51                     |
| Большешукшаново, присілок | 229                    | 188                    |
| Ваниш-Алпаутово, присілок | 483                    | 446                    |
| Варзітамак, присілок      | 117                    | 91                     |
| Каразіріково, присілок    | 133                    | 89                     |
| Кутліярово, присілок      | 81                     | 65                     |
| Малошукшаново, присілок   | 66                     | 42                     |
| Мінліно, присілок         | 212                    | 165                    |
| Нові Каргали, присілок    | 16                     | 6                      |
| Сумсабашево, присілок     | 3                      | 2                      |
| Юмакаєво, присілок        | 267                    | 205                    |